# Ängestjärnarna (Själevads socken, Ångermanland)
Ängestjärnarna är en sjö i Örnsköldsviks kommun i Ångermanland och ingår i Nätraåns huvudavrinningsområde. Sjön har en area på 0,0797 kvadratkilometer och ligger 93,7 meter över havet. Sjön avvattnas av vattendraget Noretbäcken.

## Delavrinningsområde
Ängestjärnarna ingår i det delavrinningsområde (702341-162784) som SMHI kallar för Mynnar i Bysjön. Medelhöjden är 160 meter över havet och ytan är 6,66 kvadratkilometer. Räknas de 6 avrinningsområdena uppströms in blir den ackumulerade arean 51,77 kvadratkilometer. Noretbäcken som avvattnar avrinningsområdet har biflödesordning 2, vilket innebär att vattnet flödar genom totalt 2 vattendrag innan det når havet efter 29 kilometer. Avrinningsområdet består mestadels av skog (69 procent) och jordbruk (13 procent). Avrinningsområdet har 0,14 kvadratkilometer vattenytor vilket ger det en sjöprocent på 2 procent.